# 小行星8853
小行星8853（8853 Gerdlehmann）是一颗绕太阳运转的小行星，为主小行星带小行星。该小行星于1991年4月9日发现。

## 轨道参数
小行星8853的轨道半长轴为2.2730502 UA，离心率为0.092。